# Linienamt Atzgersdorf

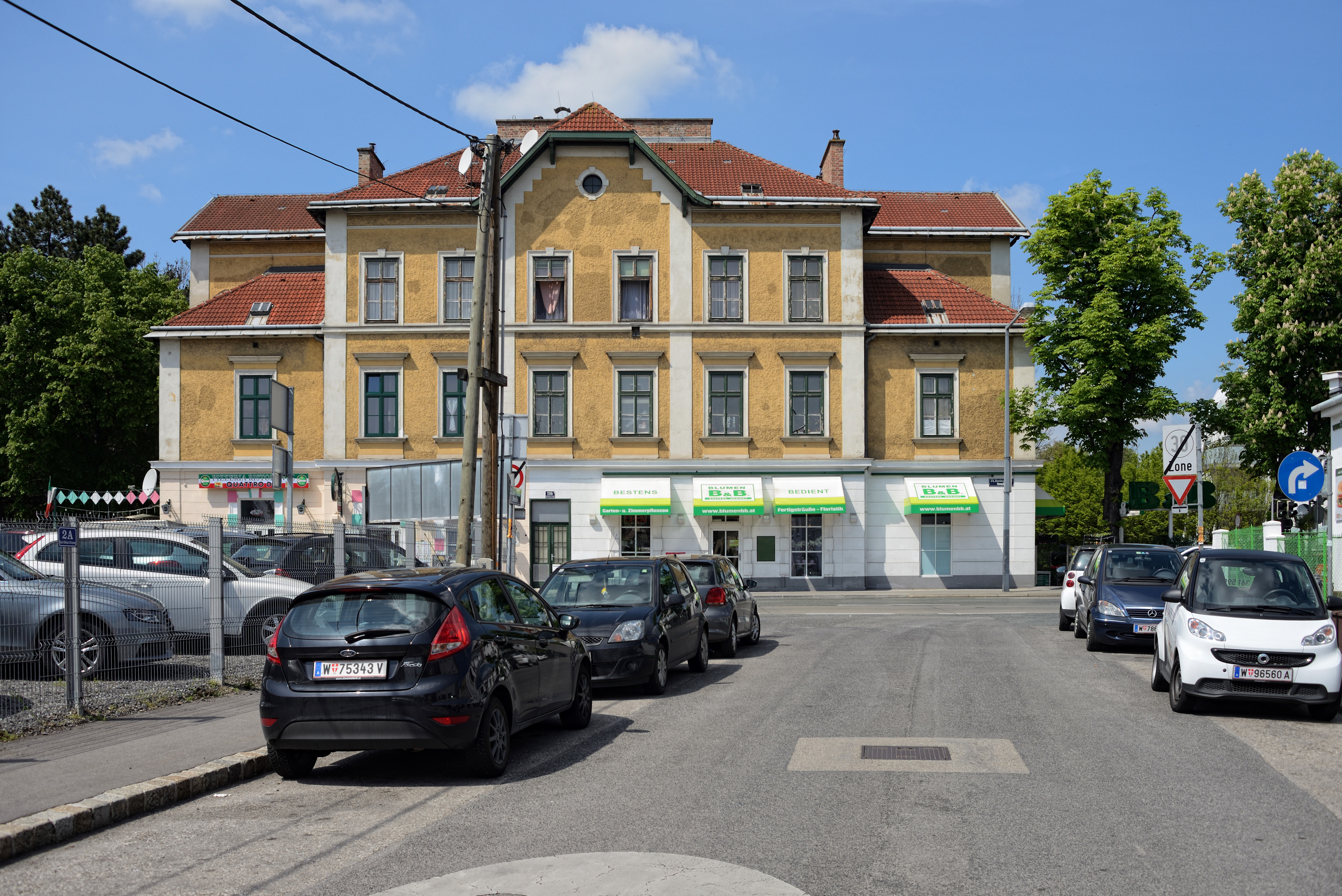
Linienamt Atzgersdorf in der Breitenfurter Straße

Das Linienamt Atzgersdorf steht in der Breitenfurter Straße 116 im 23. Wiener Gemeindebezirk Liesing in der Stadt Wien. Das ehemalige k.k. Linienamt wird heute als Wohnhausanlage genutzt und steht unter Denkmalschutz (Listeneintrag).

## Geschichte
Das Gebäude wurde 1891 von der Wiener Baugesellschaft erbaut.

## Architektur
Der dreigeschoßige gestaffelte Bau hat einen Mittelrisalit und Seitenfronten mit Zwerchgiebel als Schweizerhauselemente, die niedrigeren Seitenachsen stehen unter Walmdächern. An der Rückfront steht ein Turmerker. Die Fassaden zeigen eine Lisenengliederung und Rustikaelemente.